# Cynanchum aculeatum
Cynanchum aculeatum là một loài thực vật có hoa trong họ La bố ma. Loài này được (Desc.) Liede & Meve mô tả khoa học đầu tiên năm 1996.